# ليزا ماركوس
ليزا ماركوس هي عارضة وممثلة كندية، ولدت في 15 مارس 1982 بتورونتو في كندا.

## أعمال

### أفلام
- (2005) يوميات امرأة سوداء مجنونة
- (2010) يوم الأم

### مسلسلات
- قارئ الأفكار

## وصلات خارجية
- ليزا ماركوس على موقع IMDb (الإنجليزية)
- ليزا ماركوس على موقع ألو سيني (الفرنسية)
- ليزا ماركوس على موقع أول موفي (الإنجليزية)
- ليزا ماركوس على موقع قاعدة بيانات الفيلم (الإنجليزية)
- ليزا ماركوس على موقع كينوبويسك (الروسية)